# Desireé Cousteau
Desireé Cousteau (Savannah, Georgia; 1 de enero de 1956) es una actriz pornográfica retirada y psicologa estadounidense.

## Biografía
Desireé Cousteau, nombre artístico de Deborah Clearbranch, nació en enero de 1956 en la ciudad de Savannah, ciudad del estado estadounidense de Georgia, sede del condado de Chatham. A comienzos de los años 1970 intentó entrar en la carrera de actriz, logrando un pequeño papel en la película de serie B La cárcel caliente, ópera prima del director Jonathan Demme, Óscar por El silencio de los corderos. Su carrera aquí nunca despegó, y pronto se vio atraída por el mundo del cine de sexo.
Debutó en la industria pornográfica como actriz en 1978, a los 22 años. Uno de sus primeros papeles fue en la película Pretty Peaches, que le valió el premio a la Mejor actriz por la Asociación de Cine para Adultos de América. En la película, la protagonista sufría un accidente automovilístico después de asistir a la boda de su padre. Dos hombres la encuentran y se aprovechan sexualmente de ella.
Otro de los trabajos destacados en sus primeros años de actriz pornográfica fue Inside Desiree Cousteau, una película pseudo autobiográfica, en la que Desirée interpretaba a un periodista que trataba de disuadir a los hombres interesados en sus encantos. Tratando de evitar más de lo mismo, encuentra un trabajo en un yate de lujo, pero se involucra con dos estrellas pornográficas. Finalmente acepta el hecho de que el sexo es el resultado de cualquier trabajo que intenta; ella pone su mirada en una carrera como estrella porno y "vive feliz para siempre". Con este trabajo y Pretty Peaches, Cousteau fue referenciada como una de las actrices pornográficas destacada en la Edad de oro del porno.
Como actriz, Desirée Cousteau trabajó para estudios como VCA Pictures, VCX, Caballero, Video X Pix, Alpha Blue, Western Visuals, Global Media International, Metro, Blue Vanities, Alpha France, Ventura, Odyssey, Shooting Star o Arrow Productions.
Cousteau continuó en la industria hasta 1988, año en que finalmente se retiró para regresar a su estado natal y trabajar como psicóloga. Participó en un total de 136 películas como actriz.
Ingresó en el Salón de la fama de los Premios XRCO en 1992 y en el de los AVN en 1997.
Algunas películas suyas fueron Aphrodesia's Diary, Best of Alex De Renzy, Centerspread Girls, Delicious, Easy, Female Athletes, Getting Off, Hot Lunch, Intimate Illusions, Raincoat Crowd, Sweet Alice o That's Erotic.

## Premios y nominaciones
| Año  | Ceremonia   | Resultado | Premio       | Trabajo        |
| ---- | ----------- | --------- | ------------ | -------------- |
| 1978 | AFAA Awards | Ganadora  | Mejor actriz | Pretty Peaches |